# Sevilla-Plaza de Armas
Sevilla-Plaza de Armas, vardagligen känd som estación de Córdoba, var en järnvägsstation i den spanska staden Sevilla, i provinsen med samma namn, vilken var i drift mellan 1901 och 1990. 
Stationen byggdes ursprungligen av företaget MZA och invigdes i början av 1900-talet. Plaza de Armas kom att bli en av företagets viktigaste stationer. Under många år var den också en av de viktigaste stationerna i Sevilla, med tåganslutningar till högplatån Meseta central, Córdoba, Huelva och Extremadura. Förutom lokal, i neomudéjarstil, för resande rymde stationen ett komplex för varor och omlastning. Efter att järnvägarna hade nationaliserats 1941, inkorporerades stationen i det nationella järnvägsnätet, RENFE.
Efter stängningen 1990, renoverades byggnaden och inrymmer nu ett affärscentrum och en café-teater.
Under Expo 92 i Sevilla användes stationen som del i  ”Pabellón de Sevilla”